# 凉山彝族自治州
凉山彝族自治州（拉丁转写：Niep Sha Nuo Su Zyt Jie Jux Dde Zho，国际音标：/nɛ˨˩ʂa˧ nɔ˧su˧ ʦɿ˥ʨɛ˧ ʨu˦dɪ̈˧ ʈʂʊ˧/），简称凉山州，是中华人民共和国四川省下辖的自治州，位于四川省西南部。州境北邻甘孜州、雅安市、乐山市，东接宜宾市、云南省昭通市，西南界攀枝花市，西连云南省丽江市、迪庆州。全州总面积60,261平方公里，人口468万，彝族人口比例约49%。自治州首府驻西昌市，素有“月城”之雅称，为西昌卫星发射中心所在地，是當地的一個航天城。

## 历史
汉朝属益州刺史部越巂郡。南北朝时期名称有所更改。隋唐属巂州。唐末属南诏国建昌府。宋短暂经手后属大理国建昌府。元属罗罗斯宣慰司，元中期自四川省划归云南省。明初月鲁帖木儿曾率蒙古降军叛乱，被蓝玉平。清朝属宁远府，并册封11名土司，其中斯兹、阿卓、沙马、阿都被称为“凉山四大土司”；清中期后，凉山腹地美姑河和昭觉河流域被当地黑彝家支夺取土司领地后实施封闭统治，外人难以进入，被西方人称为“独立倮倮”。民国初年属川边特别行政区，后属西康省。
1950年国共内战中，解放军占领西康省。1950年置西昌专区；1952年，在西康省辖区内建立凉山彝族自治区，辖昭觉、美姑、金阳、布拖、普格、喜德、普雄七县，州府位于昭觉县。1955年凉山自治区划归四川省，改称自治州；西昌专区越嶲县划归凉山彝族自治州。1956年1月原乐山专区的雷波县划入，4月成立瓦岗县和洪溪县。1960年瓦岗县、洪溪县和普雄县撤销并入其他县份。1956年进行民主改革，宣布废除农奴制。
1968年西昌专区改西昌地区。1978年，西昌地区和凉山州合并，州府迁至西昌市。

## 地理
凉山州地处横断山脉东北缘川西南山地，四川盆地与云贵高原过渡带，地貌复杂多样，地势西北高，东南低，山脉和河流多呈南北走向，分属金沙江、雅砻江和大渡河三大水系，由大雪山山系、小相岭—鲁南山山系和大小凉山山系分隔。其中金沙江流经南面与东面边界，为与云南省的界河。
州西部为雅砻江流域，分布有理塘河等支流，其以西为高原区域，设有盐源县和木里藏族自治县。木里县境内的夏诺多吉峰海拔5958米，为凉山州的最高点。
安宁河自北向南纵贯州中部，其东南侧为小相岭—鲁南山山系环绕，西侧则由牦牛山与锦屏山环抱。安宁河谷平原是四川第二大平原，冕宁县、西昌市与德昌县皆坐落于此流域，其支流孙水河流经喜德县大部。小相岭以东北方向属大渡河支流牛日河流域，覆盖越西县西部及甘洛县地区。
鲁南山山系延伸至凉山州南部，境内设有会理市、会东县与宁南县，金沙江在此段流向亦由北转南后再次折向北流。
小相岭—鲁南山山系以东、大凉山山脉以西为大凉山区深处，有黑水河、西溪河、美姑河等金沙江支流，涵盖合称“东五县”的昭觉、美姑、金阳、雷波和布拖县，以及普格县和越西县东部。州内最低点位于雷波县大岩洞金沙江谷底，海拔仅305米。
州常年最高积温6979℃，最低积温4086℃，年均气温14℃～17℃，立体气候特征明显；属于亚热带季风气候区，干湿分明，冬半年日照充足，少雨干暖，夏半年云雨较多，气候凉爽，年均降雨量1000～1100毫米；日照充沛，年均日照时数2000～2400小时，无霜期达230～306天。凉山彝族自治州有耕地面积472万亩，境内江河纵横。水能资源丰富，可开发量达6,000万千瓦，是未来四川重要的水电基地。

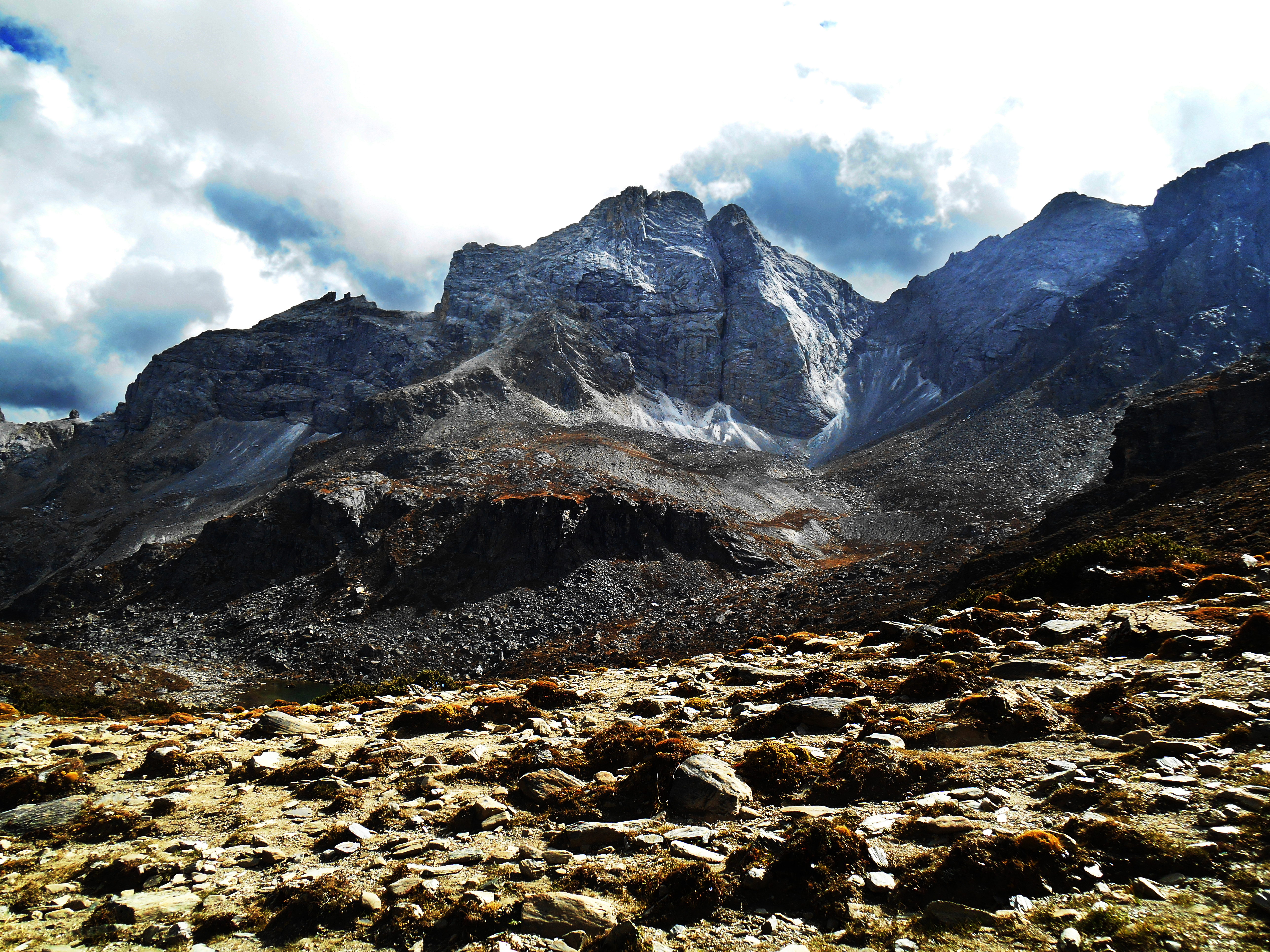
木里洛克线远望夏诺多吉峰
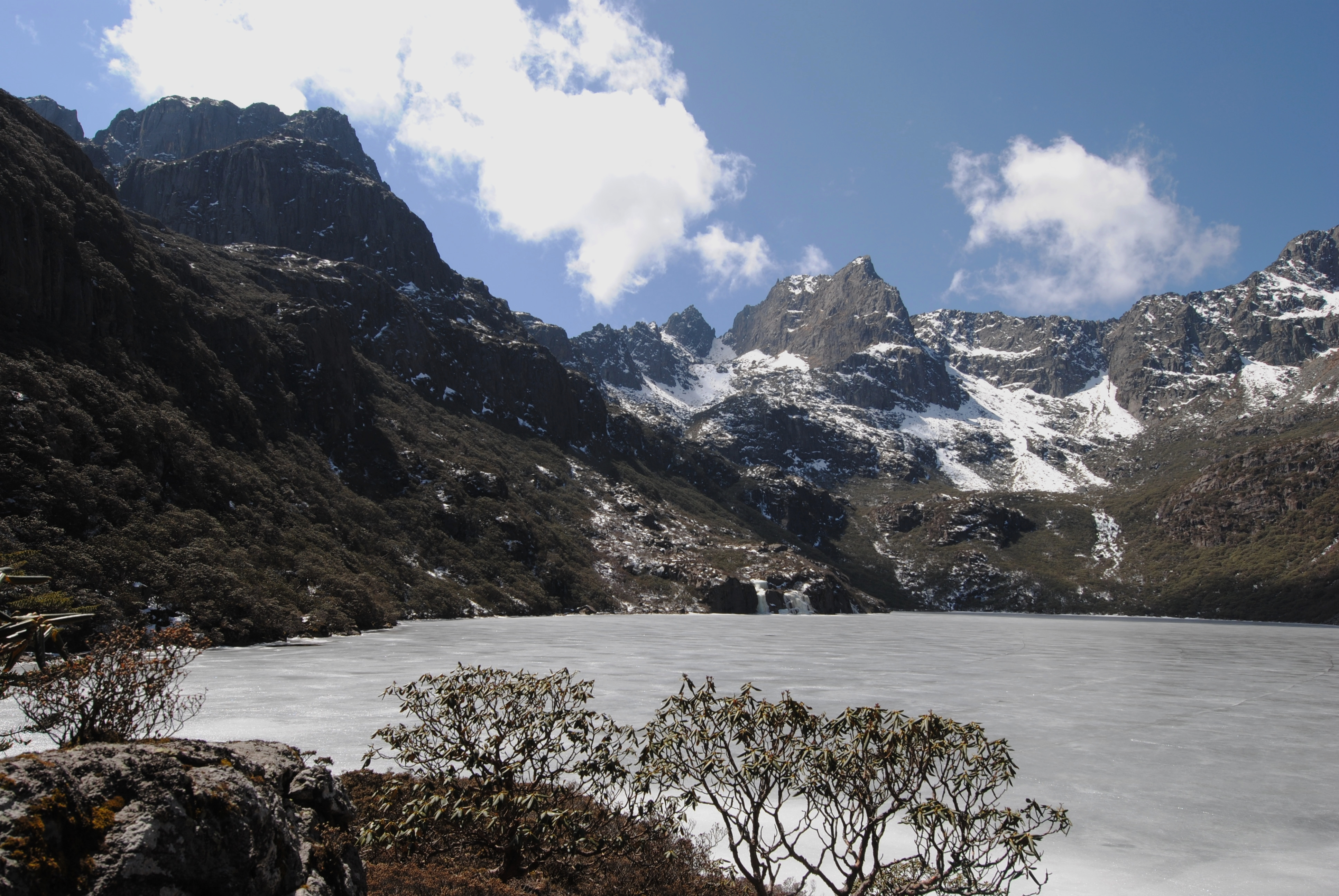
小相岭俄尔则俄红海
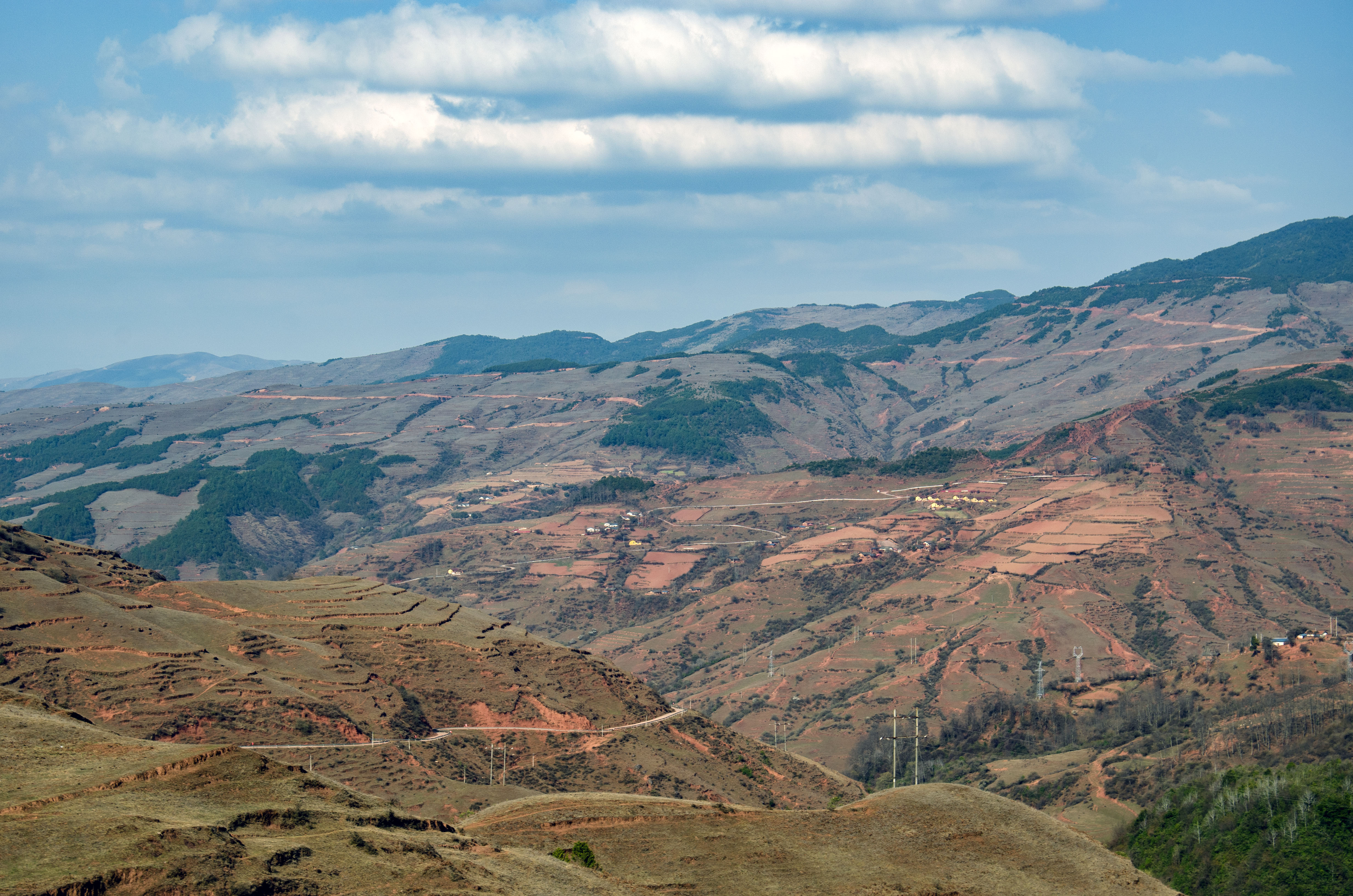
安宁河和牛日河分水岭瓦吉木梁子
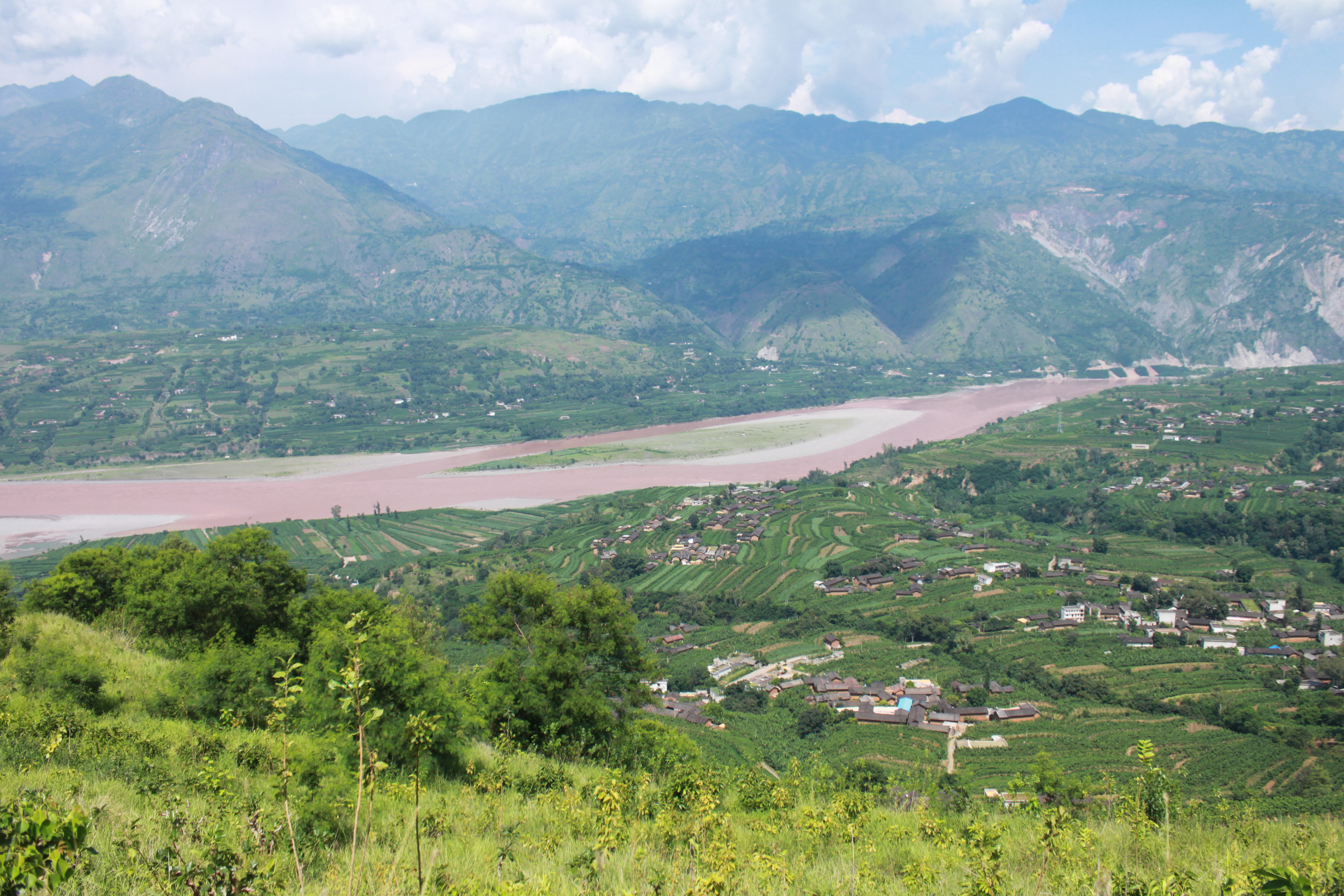
会东县金沙江河谷
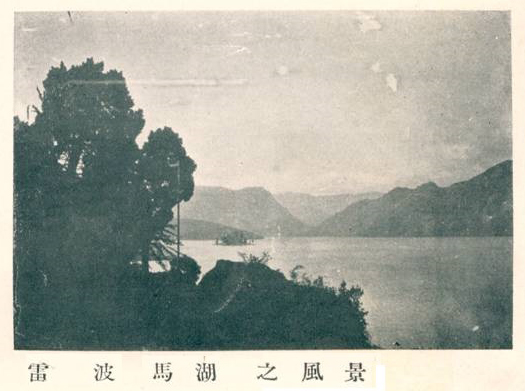
雷波县马湖（1935年）

## 政治

### 现任领导
| 机构     | · 中国共产党 · 凉山彝族自治州委员会 | 凉山彝族自治州人民代表大会 常务委员会 | 凉山彝族自治州人民政府 | · 中国人民政治协商会议 · 凉山彝族自治州委员会 |
| 职务     | 书记                                | 主任                                  | 州长                   | 主席                                          |
| -------- | ----------------------------------- | ------------------------------------- | ---------------------- | --------------------------------------------- |
| 姓名     | 虞平                                | 龙伟                                  | 张文旺                 | 杨文泉                                        |
| 民族     | 汉族                                | 彝族                                  | 彝族                   | 汉族                                          |
| 籍贯     | 四川省宜賓市                        | 四川省美姑县                          | 云南省石屏县           | 江苏省盱眙县                                  |
| 出生日期 | 1968年9月（56歲）                   | 1963年2月（62歲）                     | 1972年9月（52歲）      | 1963年5月（62歲）                             |
| 就任日期 | 2023年2月                           | 2022年1月                             | 2025年8月              | 2017年2月                                     |

### 历任领导
| 历任凉山彝族自治州州委（第一）书记 1. 张敏(未到职)1952.8 2. 时曙明1953.2--1953.4.24 3. 鲁瑞林1953.4.24--1955.10 4. 王维训1955.11--1966.4 5. 张荣(1966.4--1967.01主持工作) 6. 王民英1970.03--1973.12 7. 张荣(1973.12--1974.09离职养病) 8. 孙自强 (彝族，1974.09--1978.10代理第一书记) 9. 李占林1978.10.31--1979.9 10. 任明道1979.09--1981.04 11. 施嘉明 (彝族1981.04 --1983.01主持工作，1983.01 - 1987.10) 12. 严友圣1987.10 - 1990.01 13. 刘绍先 (彝族1990.01 - 1995.02) 14. 骆玉祥1995.02 - 2003.12 15. 吴靖平2003.12 - 2009.03 16. 翟占一2009.04 - 2015.03 17. 林书成2015.03 - 2021.04 18. 段毅君2021.04- 2023.01 19. 虞平2023.02 | 历任凉山彝族自治州州长 1. 瓦扎木基 (彝族)1952.10.07--1969.01.02 2. 王民英 (凉山军分区政委、自治州革委会主任，1969.01.02--1973.12) 3. 张荣 1973.12--1974.9自治州革委会主任 4. 孙自强 (彝族1974.9--1980.12自治州革委会主任) 5. 施嘉明 (彝族1980.12--1981.06主持工作，1981.06--1984.01) 6. 刘绍先 (彝族)1984.01 - 1991.03 7. 马开明 (彝族)1991.03 - 1999.02 8. 张作哈 (彝族)1999.03 - 2003.01 9. 曲木史哈 (彝族) 2003.03 - 2004.12 10. 张支铁 (彝族)2005.01 - 2011.08 11. 罗凉清 (彝族)2011.11- 2016.11 12. 苏嘎尔布(彝族)2016.11- 2021.09 13. 阿石拉比(彝族)2021.09- 2025.08 14. 张文旺(彝族)2028.08- |

### 行政区划
凉山州下辖2个县级市、14个县、1个自治县。
- 县级市：西昌市、会理市
- 县：盐源县、德昌县、会东县、宁南县、普格县、布拖县、金阳县、昭觉县、喜德县、冕宁县、越西县、甘洛县、美姑县、雷波县
- 自治县：木里藏族自治县

## 经济
| 排名 | 企业                           |
| ---- | ------------------------------ |
| 1    | 攀钢集团西昌钒钛               |
| 2    | 雅砻江水电凉山分公司           |
| 3    | 四川省烟草公司凉山州公司       |
| 4    | 西昌盘江焦化公司               |
| 5    | 中国铝业凉山矿业股份公司       |
| 6    | 中国烟草诚至诚物流             |
| 7    | 中国石油四川凉山销售分公司     |
| 8    | 西昌海河文旅投资发展有限公司   |
| 9    | 中国稀土集团凉山稀土有限公司   |
| 10   | 中国农业银行凉山分行           |
| 11   | 攀钢集团西昌钒制品科技有限公司 |
| 12   | 东方电气风电（凉山）           |
| 13   | 中国移动通信凉山州分公司       |
| 14   | 凉山农村商业银行               |
| 15   | 重钢西昌矿业有限公司           |
| 16   | 西昌邦泰置业                   |
| 17   | 雷波凯瑞磷化工有限责任公司     |
| 18   | 西昌攀新炉料有限公司           |
| 19   | 钢城集团凉山瑞海实业           |
| 20   | 中国电信凉山分公司             |

凉山曾經是中国少数民族地区经济发展得较好的地方之一。2011年，全州生产总值1000.13亿元，地方公共财政收入80亿元，分居四川省第七、第二位，在全国30个少数民族自治州中均居第一位。2012年上半年，地区生产总值500.3亿元，地方公共财政收入55.3亿元。
2020年11月，央广网引述中国中央广播电视总台中国之声《全国新闻联播》报道，指四川省人民政府於當月17日批准普格县、布拖县、金阳县、昭觉县、喜德县、越西县、美姑县七個縣退出贫困县序列，與2011年時財政收入佔全省第七相去甚遠。

### 资源
凉山州有水能水电、冶金矿产、金属材料、铸材建材、装备制造、烟草化工、食品药品7大优势资源产业和钒钛、稀土、新能源3大战略性新兴产业。
凉山州出产优质烟叶和苹果、石榴、甘蔗等经济作物，品质和口味非常好。
凉山州因气候适宜为四川省最大的烟草产区，为中国烟草的战略性优质烟叶基地。2021年有近5万户烟农，烟草产业带动了全州30余万人就业。在部分县，烟叶税收占县财政收入近三分之一。烟草于1941年引入凉山州境内，1984年建立专卖体制。2004年，凉山州人大常委会以地方立法形式，建立了以烟为主的耕作制度。2015年至2020年的“脱贫攻坚战”期间，四川省烟草专卖局（公司）对凉山多地进行定点帮扶，引入发展烟草种植产业。

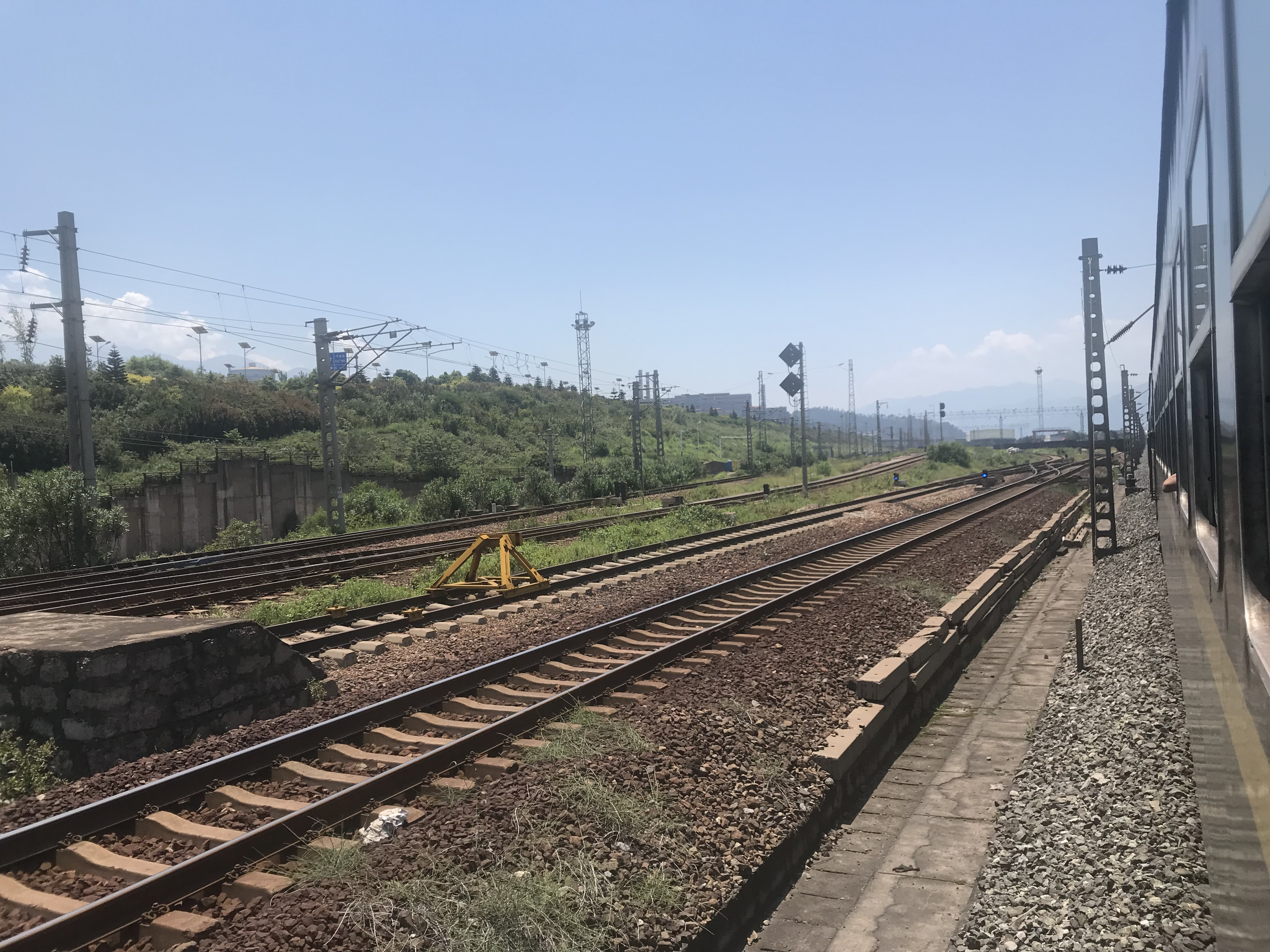
西昌钢钒经久工业站
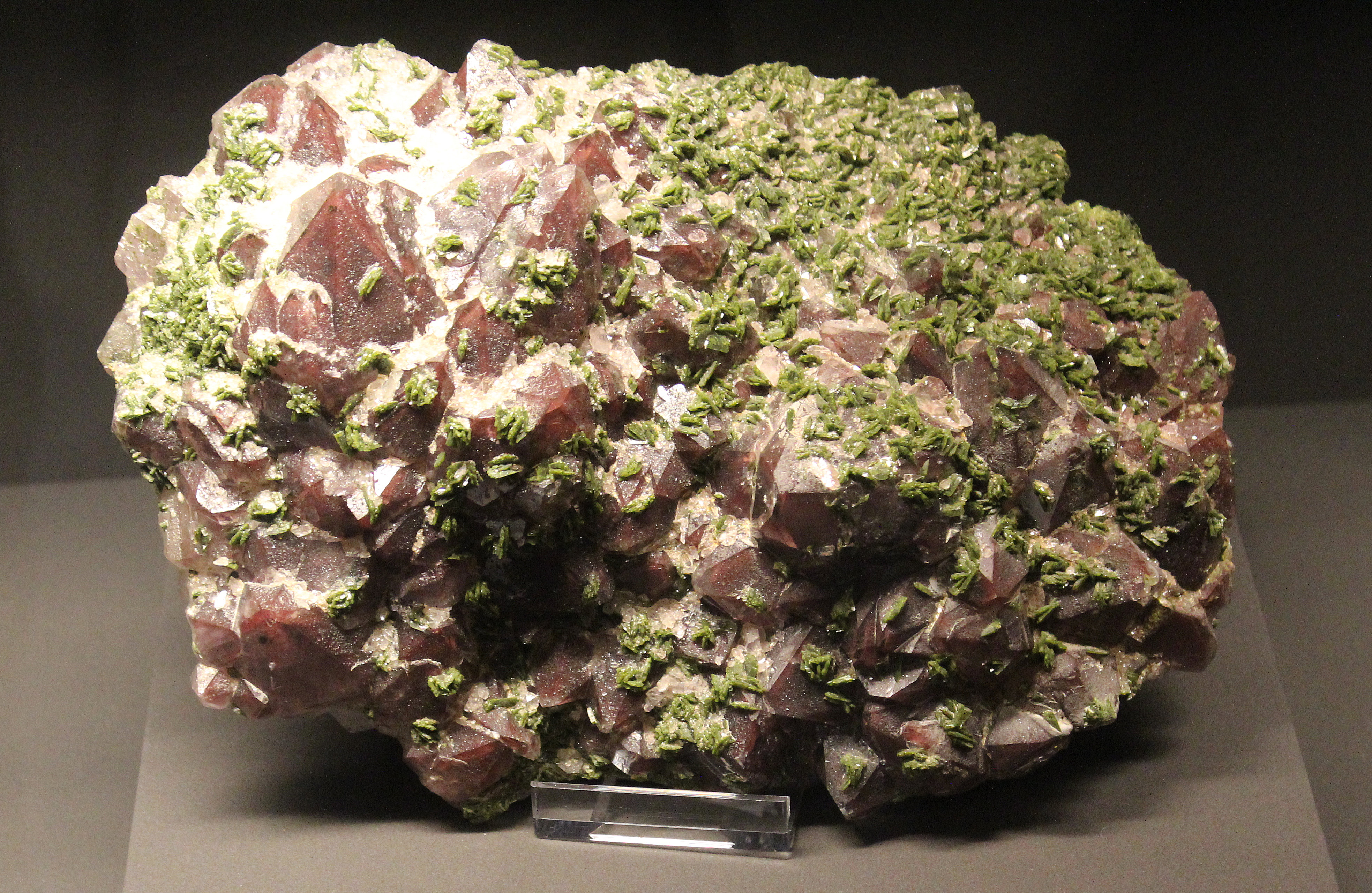
美姑县洪溪绿帘石矿
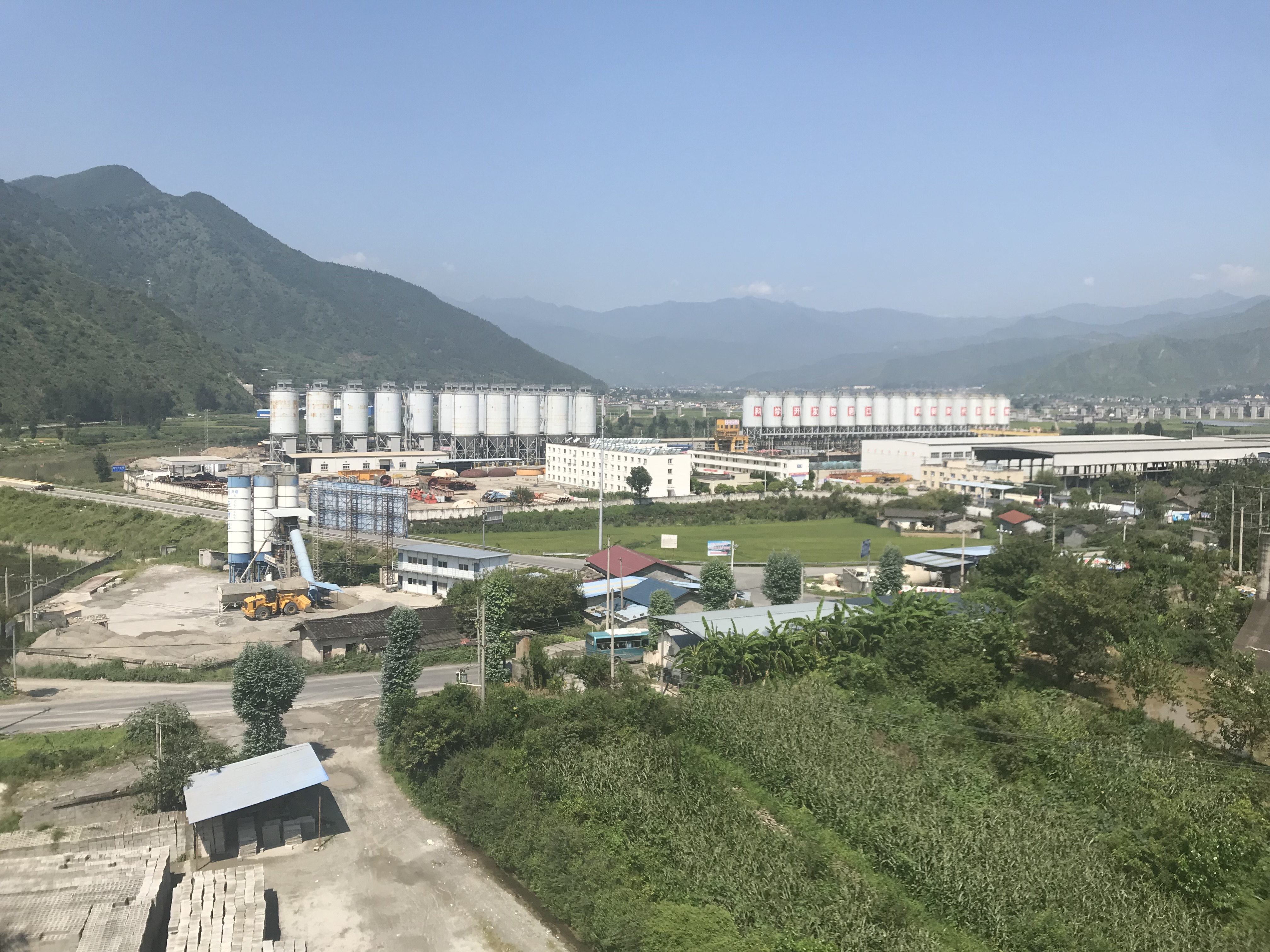
冕宁县锦屏水电站水电工程物资中转站
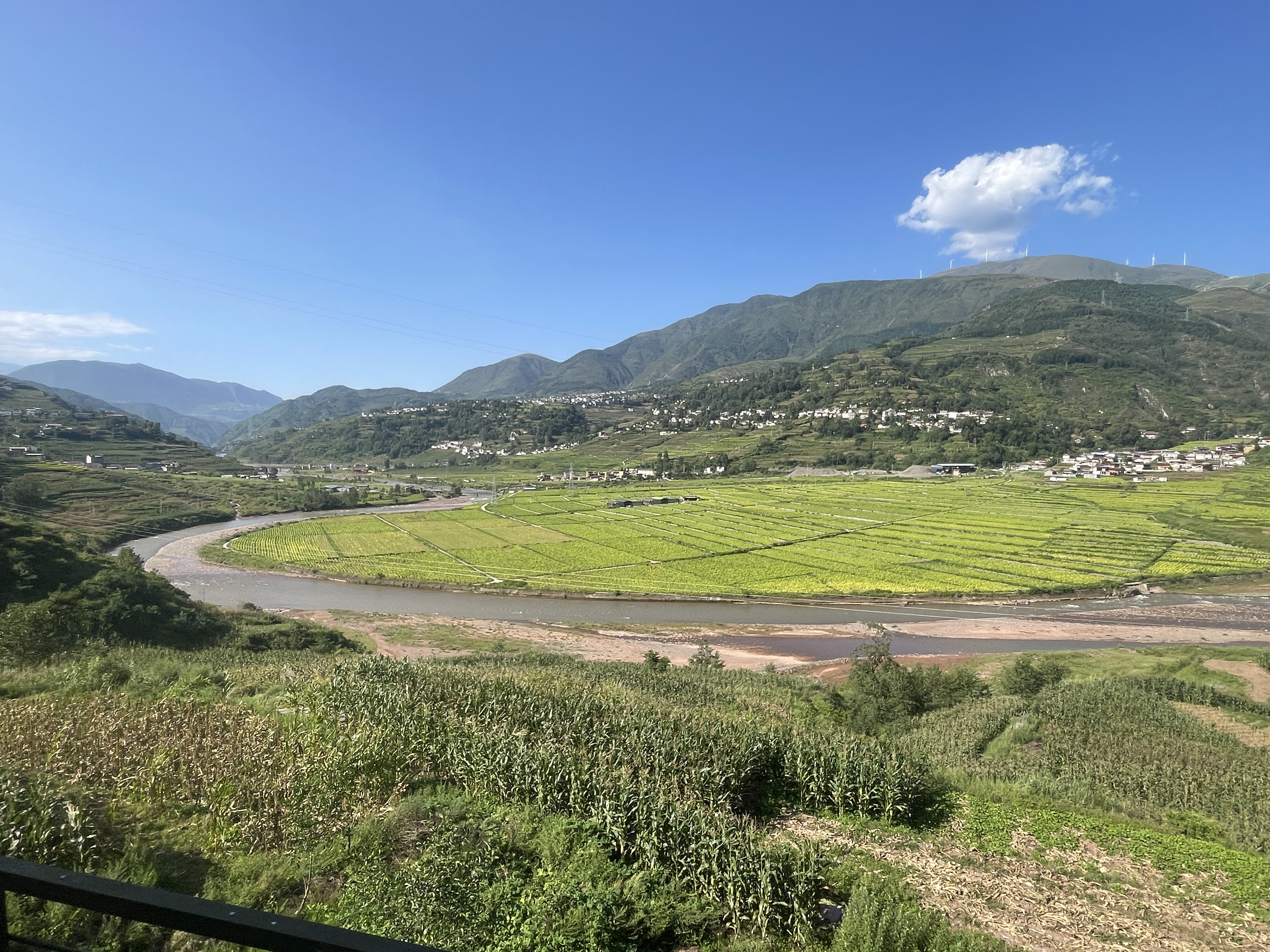
越西县拉普镇（原四甘普乡）机德村的烟草田
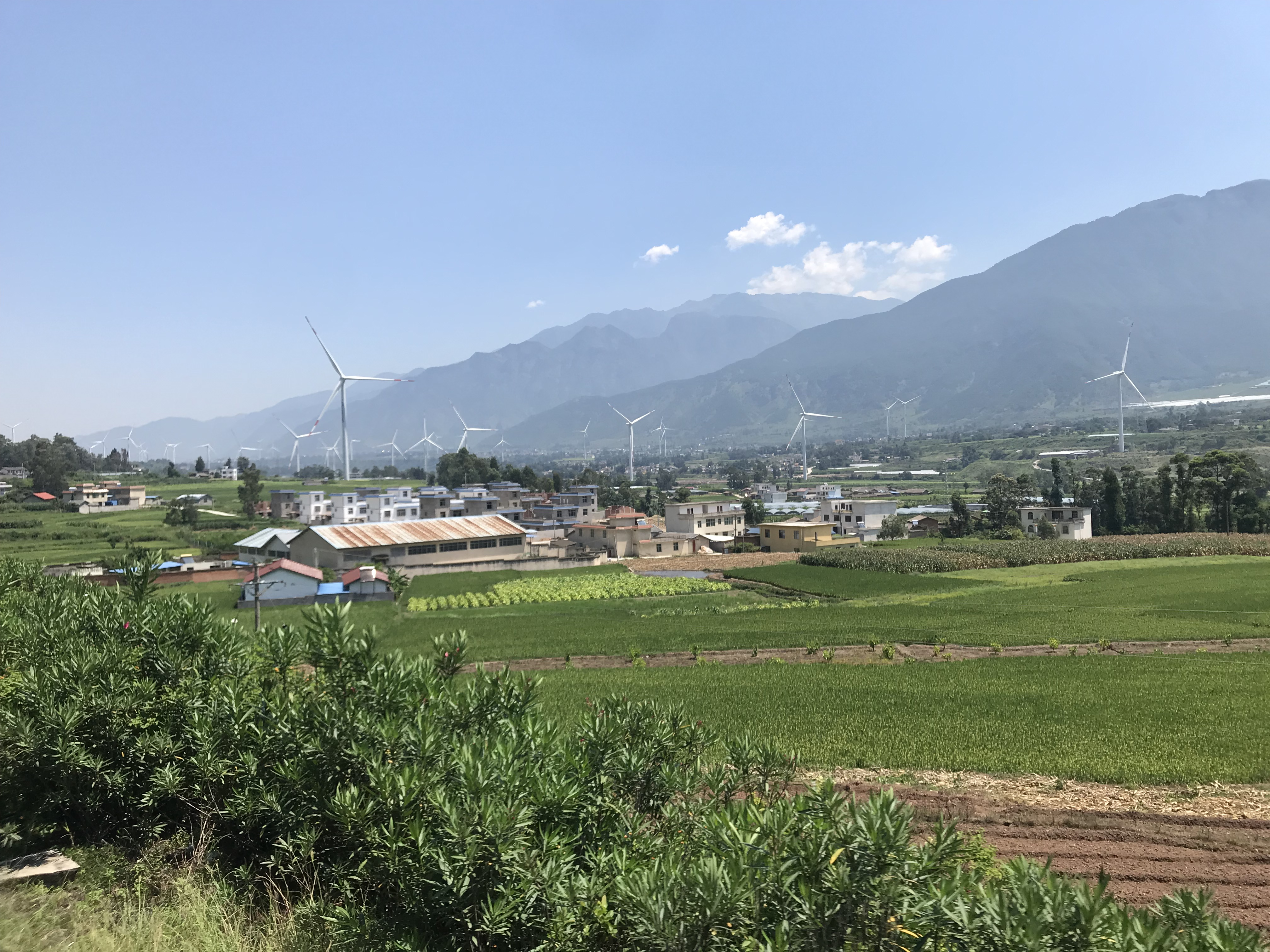
东方电气德昌风电厂
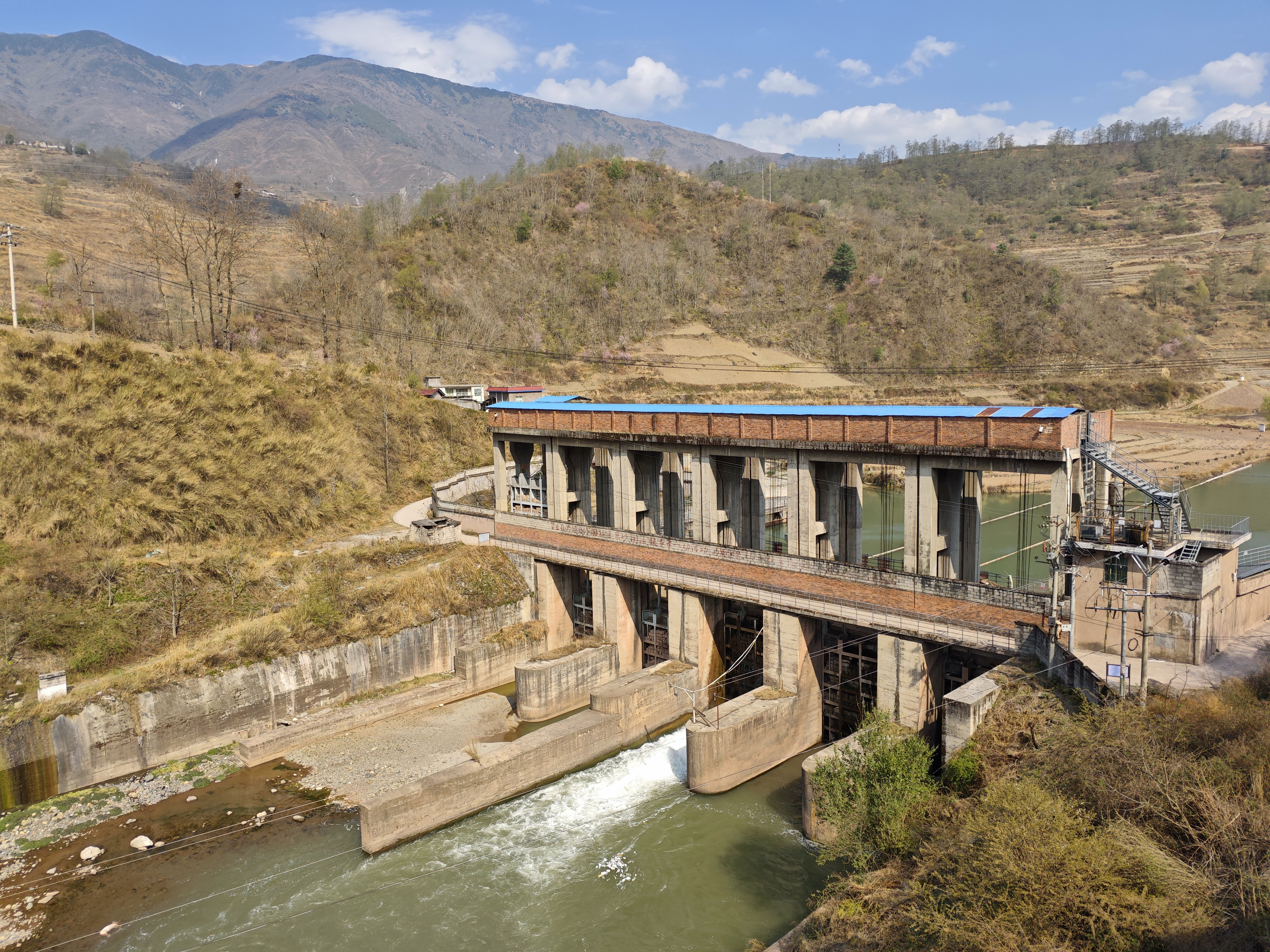
川投电力越西县团结水电站

## 文化
凉山是古代南方丝绸之路的必经要道。历史上司马迁、诸葛亮、忽必烈、马可·波罗等都曾在凉山游历、活动。凉山是彝族诺苏人文化的故乡。州内的昭觉、布拖、美姑、普格、金阳、喜德、普雄（后并入越西县）、雷波、越西被称为彝族老九县。民主改革前仍为半奴隶社会。火把节是彝族人民最热闹的节日，现在发展已成为各民族朋友喜庆相聚的一个狂欢节。境内泸沽湖畔摩梭人母系氏族时期的婚姻形态完整保留至今。

## 人口
根据2020年第七次全国人口普查，全州常住人口为4,858,359人。同第六次全国人口普查的4,532,809人相比，十年共增加了325,550人，增长7.18%，年平均增长率为0.7%。其中，男性人口为2,484,347人，占总人口的51.14%；女性人口为2,374,012人，占总人口的48.86%。总人口性别比（以女性为100）为104.65。0－14岁的人口为1,342,839人，占总人口的27.64%；15－59岁的人口为2,911,088人，占总人口的59.92%；60岁及以上的人口为604,432人，占总人口的12.44%，其中65岁及以上的人口为460,839人，占总人口的9.49%。居住在城镇的人口为1,795,575人，占总人口的36.96%；居住在乡村的人口为3,062,784人，占总人口的63.04%。

### 民族
全州常住人口中，汉族人口为2,167,808人，占44.62%；少数民族人口为2,690,551人，占55.38%；其中，彝族人口为2,540,806人，占52.3%；藏族人口为64,411人，占1.33%。与2010年第六次全国人口普查相比，汉族人口增加12,437人，增长0.58%，占总人口比例下降2.93个百分点；各少数民族人口增加313,113人，增长13.17%，占总人口比例增加2.93个百分点。其中，彝族人口增加314,036人，增长14.1%，占总人口比例增加3.17个百分点；藏族人口增加1,443人，增长2.29%，占总人口比例下降0.06个百分点。
其中西昌市黄联关镇和中坝乡有少量河源客家人聚居。回族主要在元朝时期迁入，位于安宁河谷平原的裕隆和高草是四川省仅有的两个回族乡。
藏族在当地汉人又被称为“西番”。具体支系（包括一些被划为藏族的未识别民族）包括的羌语支尔苏语群的尔苏、多须、尼汝、普米、支虚米，和彝语纳木依和么些，信仰以苯教为主。经过和汉族、彝族、白族、摩梭人等民族部落的融合和冲突后目前主要分布于凉山周西部和北部，毗邻雅安市和甘孜州。木里藏族自治县则以普米、尼汝、诗亨、纳木依、呷咪支系为主。
| 民族名称                | 彝族      | 汉族      | 藏族   | 蒙古族 | 回族   | 苗族   | 傈僳族 | 纳西族 | 布依族 | 傣族  | 其他民族 |
| ----------------------- | --------- | --------- | ------ | ------ | ------ | ------ | ------ | ------ | ------ | ----- | -------- |
| 人口数                  | 2,540,806 | 2,167,808 | 64,411 | 27,134 | 15,416 | 12,412 | 10,171 | 5,900  | 4,669  | 2,494 | 7,138    |
| 占总人口比例（%）       | 52.30     | 44.62     | 1.33   | 0.56   | 0.32   | 0.26   | 0.21   | 0.12   | 0.10   | 0.05  | 0.15     |
| 占少数民族人口比例（%） | 94.43     | －        | 2.39   | 1.01   | 0.57   | 0.46   | 0.38   | 0.22   | 0.17   | 0.09  | 0.27     |

## 旅游

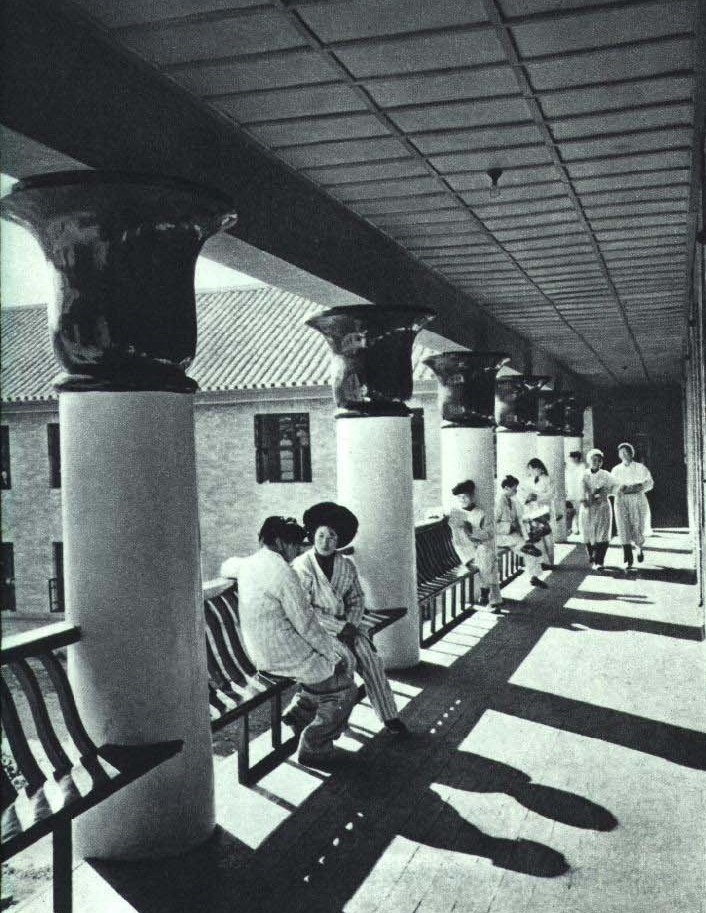
1964年 凉山人民医院

凉山邛海、螺髻山国家级风景名胜区和中国四大碑林之一的西昌地震碑林。

### 全国重点文物保护单位
- 大洋堆遗址
- 凉山大石墓群（王所大石墓群、伍合大石墓）
- 博什瓦黑岩画
- 茶马古道（甘洛清溪峡古道、越西丁山桥及零关题记、喜德登相营古驿站、喜德冕山营遗址、冕宁雅砻江古道、会理松坪关）

## 特产
凉山苦荞茶：中国地理标志产品。有造粒型茶和全麦（胚）苦荞茶两种。

## 重大事故
- 1971年4月28日（越西縣），装载砂石的4302次路用小运转列车在成昆铁路普雄站停车时，折角塞门被人关闭，当列车开车后因制动失效引致列车溜逸，于成昆铁路下普雄至铁西之间，与9013次军用列车迎头相撞，发生列车冲突重大事故，导致26人死亡、105人受伤，货车报废14辆，东风型机车报废3台，中断行车80小时34分。

- 1981年成昆铁路列车坠桥事故（甘洛县），約240人或275人死亡。

## 参看
- 2019年木里森林火灾
- 2020年四川西昌森林火灾
- 6·26冕宁暴雨自然灾害（2020年中国南方水灾）